# Karl Kässbohrer
Karl Heinrich Kässbohrer, född 6 september 1864 i Ulm i Kungariket Württemberg, död där 26 december 1922 i Tyskland, var en tysk ingenjör som hade patent för många innovationer i tillverkningen av lastbilssläp. När han startade sin vagnfabrik 1893 i Ulm bildade han också sitt företag Karl Kässbohrer Fahrzuegwerke som idag är en världsledande tillverkare av lastbilssläp och pistmaskiner.